# Kilwa Kisiwani
Kilwa Kisiwani (ve svahilštině Kilwa Kisiwani znamená Kilwa na ostrově) je historické sídlo na ostrově Kilwa, který je součástí regionu Lindi v Tanzanii. Město bývalo významným přístavem východní Afriky, v současné době se jedná především o archeologickou lokalitu. Na středověkých pozůstatcích města probíhá od 50. let 20. století archeologický výzkum.

## Geografická poloha

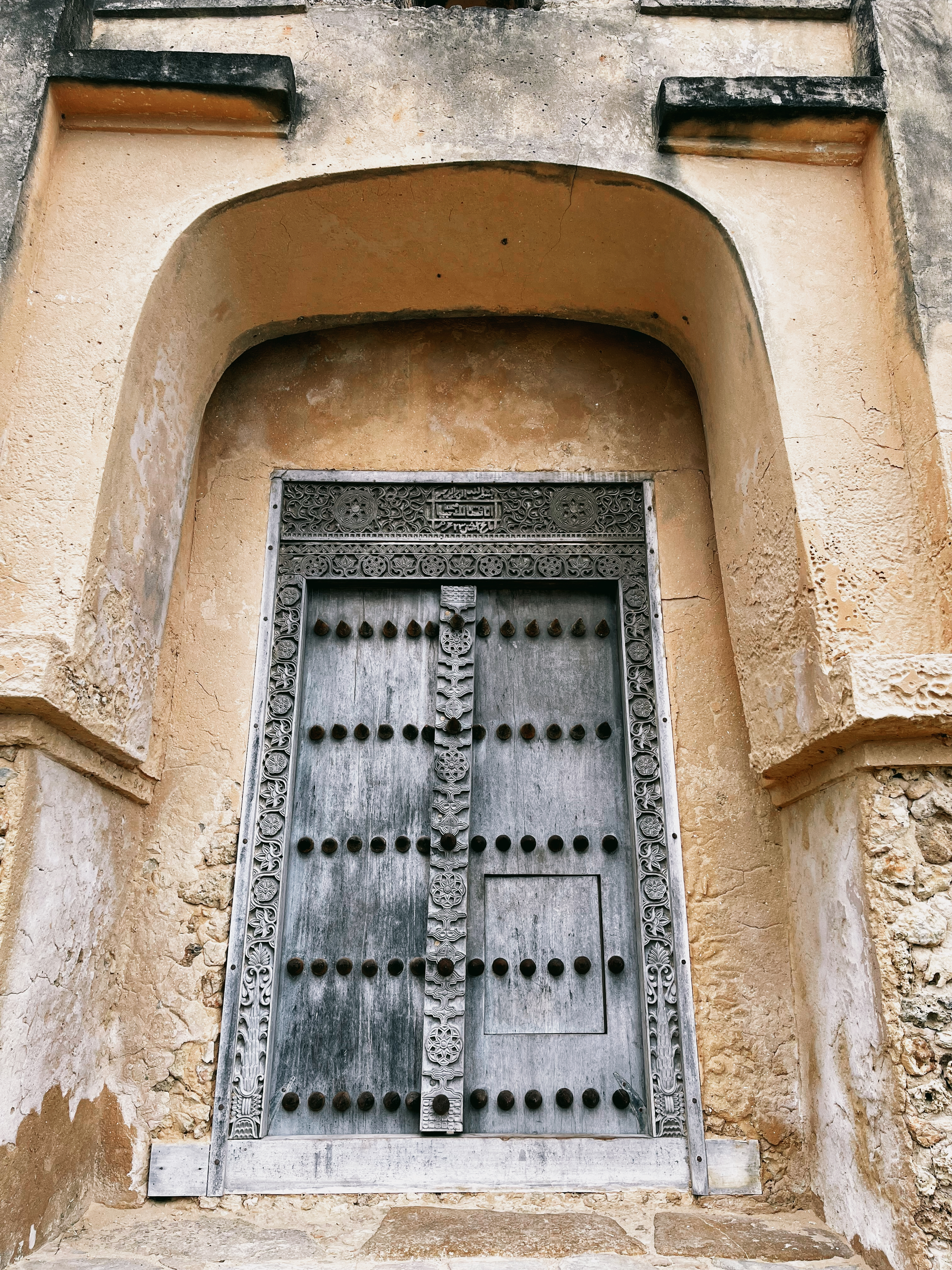
replika dveří Kilwa Gerezani, originál se nachází v Tanzanii

Pozůstatky města Kilwa Kisiwani leží v severozápadní části ostrova Kilwa v Indickém oceánu při východním pobřeží afrického kontinentu. Od poloostrova na severu, na němž se nachází přístav Kilwa Masoko, ostrov odděluje průliv, široký jen 1,5 kilometru. Ve směru na západ je africké pobřeží vzdáleno od ostrova Kilwa zhruba 2 km. V roce 2007 žilo na ostrově Kilwa převážně v jednoduchých chatrčích přibližně 500 lidí. 

## Historie
V době od 13. do 16. století bylo město Kilwa významným obchodním centrem, které zprostředkovávalo obchod se zlatem, stříbrem, perlami a parfémy z Indie, arabskou a perskou keramikou a čínským porcelánem. V době 13. a 14. století bylo nejvýznamnějším městem na východním pobřeží Afriky. Jeho dějiny jsou vylíčeny v kronice Kitáb as-Sulaw, sepsané okolo roku 1520. Podle ní bylo město založeno v roce 975 Peršanem Alím ibn Hasanem, který pocházel ze Šírázu. Od počátku 12. století město razilo vlastní mince. Přibližně od roku 1300 zde vládla dynastie Mahdali z Jemenu. V první polovině 14. století město zažilo velký rozkvět a vznikla zde řada staveb. V roce 1331 jej během svého putování po východním pobřeží Afriky navštívil cestovatel Ibn Battúta, který chválil jeho výstavnost: "Město Kulwa patří k nejhezčím a nejlépe vystavěným městům, i když je celé ze dřeva. Jeho obyvatelé jsou trvale zaměstnáni válečnými výpravami, protože jejich krajina sousedí se zemí nevěřících Zandžů." V roce 1505 město vyplenil Francisco de Almeida a podrobil jej portugalské vládě, která zde trvala pouze do roku 1512. Po obnoveném rozkvětu sláva města v průběhu 17. století opět upadla a ožila na krátkou dobu teprve v 18. století, kdy se Kilwa stala významným centrem obchodu s otroky. V té době zde vládla prostřednictvím místodržícího s titulem Liwali dynastie Busajdí z Ománu. Jeho sídlo bylo později přeloženo do severně ležícího Kilwa Kivinje a ostrovní město postupně zaniklo.

## Světové dědictví
V roce 1981 bylo město Kilwa Kisiwani společně se Songo Mnara zařazeno na seznam světového dědictví UNESCO, od roku 2004 je vedeno i na seznamu světového dědictví v ohrožení. Důvodem je zejména stále se zhoršující stav památek vlivem povětrnostních podmínek.